# Cübbeli Ahmet Hoca

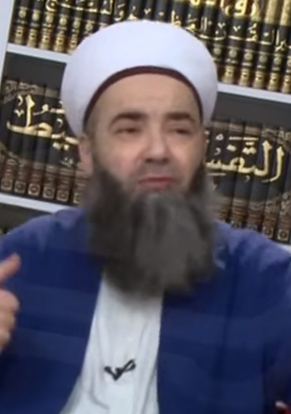
Cübbeli Ahmet Hoca

Ahmet Mahmut Ünlü (* 27. Februar 1965 in Çarşamba in Fatih) ist ein islamischer Prediger in der Türkei mit dem Beinamen (lakap) Cübbeli Ahmet Hoca (zu deutsch „Lehrer Ahmet mit Robe“). Er ist eines der führenden Mitglieder der Istanbuler İsmail-Ağa-Gemeinde und wird als der Nachfolger des Gemeindevorstehers Mahmut Ustaosmanoğlu gehandelt. Der Beiname weist hin auf ein langes robenartiges Gewand, wie es von Mitgliedern der Gemeinde Ünlüs getragen wird. Die Eltern hießen Yusuf und Rabia Ünlü.
Die Gemeinde zählt zum Nakşibendi-Orden.

## Leben
Die Eltern Ünlü hatten drei Kinder, zwei Mädchen und einen Jungen. Ahmet erhielt den Beinamen Cübbeli bereits in seiner Kindheit. Er besuchte die Grundschule und anschließend die Mittelschule im Fatih Koleji. Die Mittelschule verließ er allerdings nach dem ersten Schuljahr. Stattdessen besuchte er die Korankurse der İsmail-Ağa-Gemeinde. Seine erste Predigt hielt Ahmet in der Yavuz-Selim-Moschee. Unzufrieden mit dem Tempo und der Intensität des Unterrichts erhielt er von Mahmut Ustaosmanoğlu die Erlaubnis, seine Ausbildung in Rize fortzusetzen, wo er zwei Jahre verblieb. Ünlü erhielt seine Lehrerlaubnis als Hodscha und kehrte nach Istanbul zurück, wo er die Stufe eines Hafız errang. Seine Sohbets trugen dazu bei, dass sein Name trotz der Jugend im Kreise der Tarika Bekanntheit erlangte. Kurz vor dem Militärdienst wurde bei ihm Diabetes diagnostiziert und Ahmet Ünlü wurde ausgemustert. Im Jahr 1992 gründete Ünlü die Stiftung Fatih Hak ve Hizmet Vakfı. Man erwarb Grund und Boden in Fatih und 1993 nahm man den Bau der Fatih Külliyesi auf, allerdings ohne Baugenehmigung. 1997 entwickelte Ünlü eine rege Predigertätigkeit im In- und Ausland. Geld verdiente er mit der Aufnahme und dem Verkauf seiner Predigten auf Kassetten. Im selben Jahr geriet er erstmals in Kontakt mit der Polizei. Grund war eine Predigt in İzmit mit dem Titel Die Feinde der Ashab, der Sunna und der Scharia. Ebenfalls 1997 geriet Ünlü erstmals in den Blickpunkt der Presse. Anlass war der sehr ehrgeizige Bau der Külliye ohne Baugenehmigung. Die schlechte Presse ließ die Spendenbereitschaft sinken und der Weiterbau war fraglich. Das Innenministerium entsandte Inspekteure. Es gab mehrere Durchsuchungsmaßnahmen der Jandarma.
Bekannt wurde Ahmet Mahmut Ünlü durch Aufnahmen, die ihn auf einem Jetski und beim Schwimmen in – nach eigenen Maßstäben – sündiger Umgebung am Strand zeigten.
Ahmet Mahmut Ünlü betreibt einen islamisch-religiösen Internet-Fernsehsender und ist bekannt durch viele Aufnahmen auf Internetplattformen, sogenannte Gespräche (sohbet). In der türkischen Öffentlichkeit gilt er durch sein Auftreten und seine Predigten als Reizfigur.
Ahmet Mahmut Ünlü trägt Vollbart, Turban und eine lange Robe. Seine Ansichten sind antimodernistisch. In einer Predigt nach dem Erdbeben von Gölcük vom 17. August 1999 mit mehr als 17 000 Toten erklärte Ünlü, dieses Erdbeben sei durch Gott befohlen worden. Dieser habe damit die Lasterhöhlen, die Wucherer, die Prostitution und die Ehebrecher treffen wollen. Die gestorbenen Muslime erklärte er mit der Notwendigkeit von Märtyrern. Gott habe Märtyrer gewollt, deshalb hätten Muslime sterben müssen. Diese Rede, die auf Kassetten verbreitet wurde, führte zu einem Gerichtsverfahren, bei dem Ünlü wegen Volksverhetzung gemäß Art. 312 des türkischen Strafgesetzbuches (a. F.) zu etwas mehr als 2,5 Jahren Haft verurteilt wurde. Bei der von Uğur Dündar moderierten Sendung Arena wurde am 1. Februar 2000 eine Predigt vorgespielt, in der deutlich wurde, dass das Ziel der Erdbebenpredigt der Verkauf von Kassetten war.
Ünlü hat nach eigener Aussage zwei Ehefrauen und acht Kinder.

## Bücher Ünlüs
- Tasavvuf Risalesi, 1999 [Sendschreiben des Sufitums]
- Kur'an-i Mecid Risalesi [Sendschreiben des Glorreichen Korans]
- Namaz İlmihali [Der Gebetskatechismus]
- Abdest Risalesi [Sendschreiben der rituellen Waschung]
- Oruç Risalesi [Sendschreiben des Fastens]
- Dinin Direği Mü'minin Miracı Namaz [Das Zeitgebet – der zentrale Pfeiler der Religion und die Himmelfahrt des Muslims]
- Şifa-i Şerif [Heilige Gesundung]
- Her Bir Uzuv için Şifa Ayetleri [Für jedes Organ heilende Koranverse]